# El guarda del zoo
El guarda del zoo (Zookeeper en anglès) és una pel·lícula nord-americana de comèdia, protagonitzada per Kevin James i Rosario Dawson, i amb les veus d'Adam Sandler, Sylvester Stallone, Nick Nolte, Mary Elizabeth Winstead, Judd Apatow, Jon Favreau, Cher i Faizon Love. La pel·lícula és produïda per la companyia de Sandler, Happy Madison, i va ser co-distribuïda per Metro-Goldwyn-Mayer i Columbia Pictures. Es va estrenar el 8 de juliol de 2011. Ha estat doblada al català.

## Sinopsi
Els animals en un zoològic en particular decideixen trencar el seu codi de silenci per ajudar el seu adorat cuidador perquè obtingui l'atenció d'una dona en particular.

## Repartiment
- Kevin James com a Griffin Keyes.
- Rosario Dawson com a Kate.
- Leslie Bibb com a Stephanie.
- Ken Jeong com a Venom.
- Donnie Wahlberg com a Shane.
- Joe Rogan com a Gale.
- Nicholas Turturro com a Manny.
- Sylvester Stallone és la veu de Joe, el lleó.
- Nick Nolte és la veu de Bernie, el Goril·la.
- Adam Sandler és la veu de Donald, el mono.
- Mary Elizabeth Winstead és la veu de Charlene, la jirafa.
- Judd Apatow és la veu de Bary, l'elefant.
- Cher és la veu de lleona.
- Maya Rudolph és la veu de Mollie, la jirafa.

## Producció
El 22 d'abril de 2008, es va anunciar que Metro-Goldwyn-Mayer havia comprat el guió de la pel·lícula, per 2 milions de dòlars, contra DreamWorks Pictures i Walt Disney Pictures, i amb Walt Becker vinculat a la direcció i producció.
El rodatge va començar a Boston el 17 d'agost de 2009, amb l'objectiu d'estrenar-se l'octubre de 2010, tot i que finalment va ser el 8 de juliol de 2011. Va acabar de rodar-se el 30 d'octubre de 2009.